# Kyo (músico)
Kyo (京) (Kyoto - 16 de fevereiro de 1976) é um vocalista e poeta japonês, mais conhecido por ser o vocalista da banda japonesa Dir en Grey e do supergrupo Sukekiyo.

## Carreira

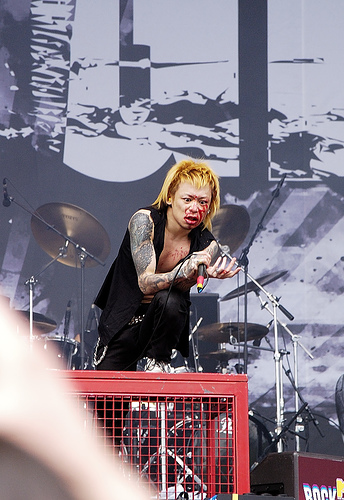
Kyo em uma perfomance em 2006

Em 1997, formou a banda Dir en grey junto com Kaoru, Die, Toshiya e Shinya após o fim da banda La:Sadie's.
Formou o supergrupo sukekiyo com outros artistas da cena visual kei em 2013.

## Vida pessoal
Kyo nasceu em 16 de fevereiro de 1976 em Kyoto. Sua voz é um tenor que mede cerca de cinco oitavas.

### Saúde
Kyo ficou parcialmente surdo de sua orelha esquerda em 2000. Também foi diagnosticado com disfonia do nódulo vocal em 2012. Foi hospitalizado em 2013 após um show com amigdalite.

## Discografia

### Com Dir en Grey[9]
Álbuns
- GAUZE (1999)
- MACABRE (2000)
- KISOU (2002)
- VULGAR (2003)
- Withering to death (2005)
- The Marrow of a Bone (2007)
- Uroboros (2008)
- Dum Spiro Spero (2011)
- Arche (2014)
- The Insulated World (2018)

EPs
- MISSA (1997)
- six Ugly (2002)
- The Unraveling (2013)

### Com Sukekiyo[10]
- Immortalis (2014)
- Adoratio (2017)
- Infinitum (2019)

EPs
- Vitium (2015)

Singles
- "The Daemon's Cutlery" (2014)
- "Mimi Zozo" (2015)
- "Anima" (2016)
- "KISSES" (2018)

## Colaborações
Kyo cantou na faixa "Zessai" do álbum solo de Sugizo, Oneness M.